# Les aventures de Cristòfor Colom
Les aventures de Cristòfor Colom (títol original: Christopher Columbus: The Discovery) és una pel·lícula estatunidenca, britànica i espanyola, dirigida per John Glen el 1992. Cal no confondre-la amb 1492, Christophe Colomb, el film de Ridley Scott, estrenada el mateix any. Ha estat doblada al català.

## Argument
En un port de l'illa de Quios, als voltants de 1480, Cristòfor Colom, vigila el desembarcament del seu últim carregament de condiments, però un dels mariners que ajudava al desembarcament abandona la fila amb un sac de condiments sota el braç. Colom l'intercepta, fent-li saber que aquests condiments i aquests perfums són per Corona Alaquiz i no per ell. Però, després d'haver-lo insultat en turc, el mariner li gira l'esquena i s'escapoleix corrent. Harana, l'amic, diu que des que els Turcs han pres Constantinoble i la Terra santa, toleren aquest comerç a Quios. A continuació, Colom marxa a registrar el soc esperant trobar-hi coses interessants. Conversa amb un venedor qui li proposa comprar seda acabada d'arribar de les Índies, i Colom parla d'un carregament ple. El venedor li diu que aquestes teles i aquests condiments li arriben a través de Les muntanyes, i que no hi ha res a l'oest de Catai. De cop, Cristòfor Colom percep un mapa marítim, el venedor detecta un bon negoci, li anuncia que ha estat dibuixat per mariners turcs, i que no hi ha Carta portolana més precisa que aquella. No obstant això Colom li diu, que Chio està dibuixada més gran que no deuria. Però per tota resposta el venedor li diu que és la seva illa. Després d'haver-li comprat el mapa, Colom abandona el soc, però al tombar un dels carrerons, és atacat per tres individus i durant la batalla reconeix el mariner qui l'havia insultat prop del seu navili. Havent-lo fet fugir de nou gràcies a l'arribada oportuna d'Harana, que impedeix que un dels bandolers li clavi un cop de punyal a l'esquena. Durant la lluita una jove prostituta li roba el mapa.

## Repartiment
- Marlon Brando: Tomàs de Torquemada
- Tom Selleck: Ferran el Catòlic
- Georges Corraface: Cristòfor Colom
- Rachel Ward: Isabel I de Castella
- Robert Davi: Martín Alonso Pinzón
- Catherine Zeta-Jones: Beatriz Enríquez de Arana
- Oliver Cotton: Harana
- Benicio del Toro: Alvaro Harana
- Mathieu Carrera: Joan II de Portugal
- Manuel de Blas: Vicente Pinzon
- Glyn Gra: De la Cosa
- Peter Guinness: Fra Perez
- Nigel Terry: Roldan
- Nitzan Sharron: Benjamin
- Steven Hartley: Terreros

## Premis i nominacions
Premis
- Premis Razzie  1993 :
  - Pitjor segon paper per Tom Selleck

Nominacions
- Premi Razzie 1993 :
  - Pitjor film
  - Pitjor segon paper per Marlon Brando
  - Pitjor director per John Glen
  - Pitjor guió per John Briley, Cary Bates i Mario Puzo
  - Pitjor nou vingut per Georges Corraface